# دبورا کارا آنگر
دبورا کارا آنگر (انگلیسی: Deborah Kara Unger؛ زاده ۱۲ مهٔ ۱۹۶۴) هنرپیشه اهل کانادا است. وی از سال ۱۹۸۹ میلادی تاکنون مشغول فعالیت بوده است.

## فیلم‌شناسی
- تصادف (۱۹۹۶)
- راهی به خانه نیست (۱۹۹۶)
- کلیدهای تولسا (۱۹۹۷)
- بازی (۱۹۹۷)
- تقاص (۱۹۹۹)
- در میان غریبه‌ها (۲۰۰۲)
- ترس مجهول (۲۰۰۳)
- صدای سفید (۲۰۰۵)
- ترانه عاشقانه‌ای برای بابی لانگ (۲۰۰۵)
- سایلنت هیل (۲۰۰۶)
- بهانه (۲۰۰۶)
- سایلنت هیل: مکاشفات (۲۰۱۲)
- حقیقتی تلخ (۲۰۱۲)